# Санту-Антонью
Са́нту-Анто́нью[уточнить] (порт. Santo António) — город на острове Принсипи в государстве Сан-Томе и Принсипи, административный центр провинции Принсипи и округа Пагуи. В 1752—1852 годах был главным городом колонии. Располагается на северо-восточном побережье острова, на реке Палота. Город известен своей колониальной архитектурой и церквями, крупнейшая из которых — главный римско-католический собор, открытый в 1947 году.
Имеется также школа и колледж.

## Население
| Год       | 1984 | 1999  | 2001 | 2013                  |
| Население | 1000 | 1 010 | 1156 | 1357 (предполагаемое) |

## Климат
| Показатель                    | Янв. | Фев. | Март | Апр. | Май | Июнь | Июль | Авг. | Сен. | Окт. | Нояб. | Дек. | Год  |
| ----------------------------- | ---- | ---- | ---- | ---- | --- | ---- | ---- | ---- | ---- | ---- | ----- | ---- | ---- |
| Средний суточный максимум, °C | 27   | 28   | 29   | 29   | 28  | 27   | 26   | 26   | 26   | 27   | 27    | 27   | 27,1 |
| Средний суточный минимум, °C  | 26   | 27   | 28   | 28   | 27  | 26   | 24   | 24   | 24   | 26   | 27    | 27   | 26,1 |
| Норма осадков, мм             | 130  | 110  | 180  | 250  | 310 | 90   | 20   | 50   | 180  | 360  | 190   | 100  | 1950 |
| Источник:                     |      |      |      |      |     |      |      |      |      |      |       |      |      |

## Города-побратимы
- Авейру, Португалия